# اوقات فراغت ۳
اوقات فراغت ۳ (انگلیسی: Timepass 3) فیلم کمدی رمانتیک هندی مراتی-زبان، تولید سال ۲۰۲۲ است که کارگردانی آن را راوی جادهاو بر عهده داشت و تهیه کننده آن مگنا جادهاو بود. این فیلم سومین قسمت از مجموعه اوقات فراغت است. بازیگران اصلی فیلم پراتامش پاراب، هرتا دورگل، بالچندرا کدم هستند و نقش‌های مکمل را سانجی ناروکار و وایبهاو مانگل بازی کرده‌اند. این فیلم در روز ۲۹ ژوئیه ۲۰۲۲ اکران شد.